# The Kinslayer
"The Kinslayer" je singl izašao od izdavačke kuće Drakkar kao promotivni singl za album Wishmaster finskog sastava Nightwish. Tema pjesme je masakr koji se dogodio u srednjoj školi u Columbineu u SAD-u. Dio pjesme je i dijalog između vokalistice Tarje Turunen i gostujućeg vokala Ikea Vila iz sastava Babylon Whore. Stihovi sadrže ulomak iz jednog djela Williama Shakespearea; "Good wombs had born bad sons." (dobre utrobe su rodile zle sinove). 